# Truth: Live in St. Petersburg
Truth: Live in St. Petersburg (alternatywny tytuł: t.A.T.u. Truth) – koncertowy album wideo rosyjskiego duetu t.A.T.u., wydany 12 września 2007 roku w Japonii nakładem Neformat Music.

## Opis
Album zawiera materiał wideo zarejestrowany podczas koncertu, zagranego przez t.A.T.u. 28 kwietnia 2006 roku w Petersburgu. Jego wydanie zapowiadano jeszcze w tym samym roku, jednak nie doszło do niego ze względu na rozłam w ówczesnej wytwórni duetu, Universal Music. Ostatecznie album ukazał się w 2007 roku nakładem Neformat Music w ograniczonej liczbie egzemplarzy i był sprzedawany tylko za pośrednictwem japońskiej wersji serwisu internetowego Amazon.com.
Na albumie pomiędzy niektórymi utworami umieszczono także wywiady z członkiniami duetu, nagrania z ich przygotowań do koncertu oraz materiały z rosyjskiego reality show t.A.T.u. Expedition. Pierwotnie na setliście albumu znajdowały się utwory „Cosmos (Outer Space)”, „Czto nie chwatajet” i „30 minut”, jednak zostały z niej usunięte przed ukazaniem się wydawnictwa w sprzedaży.

## Reedycja
8 sierpnia 2008 roku do sprzedaży trafiła składająca się z 4200 kopii edycja Premium albumu, podzielona na trzy wersje różniące się ceną i zawartością:
- Premium A (200 kopii), w której do DVD z albumem były dołączone figurki wokalistek t.A.T.u.
- Premium B (2000 kopii), w której w zestawie z DVD znajdowała się kurtka i koszulka
- Premium C (2000 kopii), w której dodatkiem do DVD była koszulka

## Lista utworów
Opracowano na podstawie materiału źródłowego.
| 1.  | „Show Intro”                                |  |
|     |                                             |  |
| 2.  | „Dangerous and Moving (Ludi inwalidy)”      |  |
|     |                                             |  |
| 3.  | „All About Us”                              |  |
|     |                                             |  |
| 4.  | „Loves Me Not”                              |  |
|     |                                             |  |
| 5.  | „Sacrifice”                                 |  |
|     |                                             |  |
| 6.  | „We Shout (Niczja)”                         |  |
|     |                                             |  |
| 7.  | „Friend or Foe”                             |  |
|     |                                             |  |
| 8.  | „Obiezjanka nol”                            |  |
|     |                                             |  |
| 9.  | „Gomenasai”                                 |  |
|     |                                             |  |
| 10. | „Show Me Love”                              |  |
|     |                                             |  |
| 11. | „How Soon Is Now?”                          |  |
|     |                                             |  |
| 12. | „Not Gonna Get Us (Nas nie dogoniat)”       |  |
|     |                                             |  |
| 13. | „Nie wier´, nie bojsia”                     |  |
|     |                                             |  |
| 14. | „All the Things She Said (Ja soszła s uma)” |  |
|     |                                             |  |

## Twórcy
Opracowano na podstawie materiału źródłowego.
- Artalliance Co., Ltd.; Katsutoshi Suzuki; Neformat Japan Co., Ltd.; Takanori Umezawa; Toshihiro Mitsui - A&R
- T.A. Music - A&R; produkcja; pomysł utworu 2.; produkcja utworów 2, 4, 6 i 8; fotografie; projekt
- Domen Vajevec, Steven Wilson, Troy Maccubbin - utwór 1.
- Sven Martin - utwór 1., miksowanie, inżynieria
- Billy Steinberg, Jeremy Alexander, Jessica Origliasso, Lisa Origliasso - muzyka i słowa w utworze 3.
- Nekkermann - muzyka i słowa w utworze 6.
- David Stewart - muzyka w utworze 7.
- Vladimir Adaritšev, Andriej Pokutnyj - muzyka w utworze 8.
- Johnny Marr, Morrissey - utwór 11.
- Jelena Kipier - słowa w utworze 12. i 14.
- Trevor Horn - produkcja utworu 12. i 14.
- Mars Lasar - muzyka w utworze 13.
- Kazutomo Koseki - animacja
- Sasza Pożylcow, Taiju Shimizu - projekt
- Jewgienij Kosienkow, Chiharu Hagiwara, Muneaki Shibuya - inżynieria
- Kenji Mori, Boris Rienskij, Giennadij Rusin - produkcja wykonawcza
- Tetsuji Nakamichi - reżyseria filmowa
- Rie Shibata, Nice+Day - produkcja filmowa
- Nikołaj Morozow - oświetlenie
- Martin Kierszenbaum - słowa w utworach 5., 7. i 9.; produkcja utworów 2., 3., 5., 7., 9. i 10.
- Walerij Polienko - słowa w utworach 2., 6., 8., 10., 12. i 14.
- Kenichiro Mori - kierownictwo
- Iwan Szapowałow - muzyka w utworach 2., 10., 12. i 14.
- Sergio Galoyan - muzyka w utworach 5., 10., 12. i 14.; produkcja utworów 5., 6. i 8.
- Andrey Lepeha, Drnitri Simkin, SP_FX, Ekrannoje Agenstwo, Jewgienij Maksakow - efekty specjalne
- Alex Zhdanov, Władimir Bjazrow, Dmitrij Michjejew - fotografie
- Dennis Ingoldsby - produkcja utworów 5., 6., i 8.
- Naoshi Tsuda, Robert Orton - produkcja utworów 3., 7., 9. i 10.
- Shoji Yamanishi - produkcja utworów 2, 4, 6 i 8
- Fumika Ishihara - edycja wideo